# وحيدية
وحيدية (بالفارسية: وحیدیه) هي مدينة تقع في إيران في قسم. يقدر عدد سكانها بـ 24,871 نسمة .